# Projeto de Reforma do Estado de Gaston Doumergue (França)

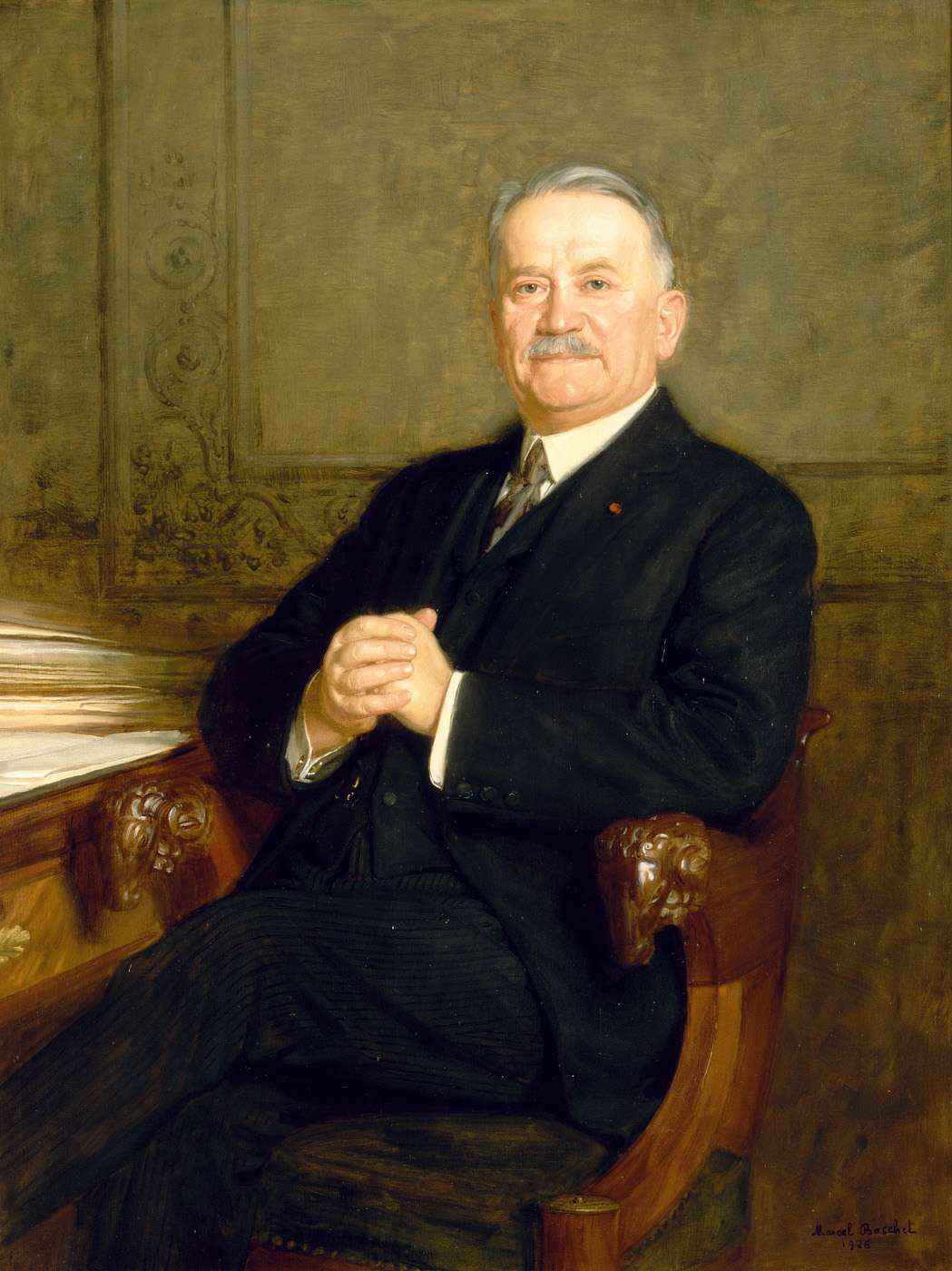
Gaston Doumergue

O “Projeto de Reforma do Estado de Gaston Doumergue” (ou “Projeto Doumergue”) foi uma tentativa fracassada de revisar a Constituição Francesa de 1875 em 1934. Iniciada pelo Presidente do Conselho de Ministros e ex-Presidente da França, Gaston Doumergue, e tornada pública em setembro e outubro de 1934, a reforma nunca avançou além da fase de rascunho — nem sequer foi submetida ao Parlamento Francês — devido à queda do governo em 8 de novembro de 1934.

## Contexto
Apesar do contexto político favorável, Gaston Doumergue não implementou uma reforma considerada urgentemente necessária. Essa reforma visava tanto pôr fim à instabilidade ministerial vivida pela Terceira República Francesa quanto resolver parcialmente as graves dificuldades econômicas que afetavam o país desde a crise de 1929. As medidas propostas estavam em consonância com o pensamento reformista francês do século XX, nascido em resposta aos problemas crônicos do regime.
Essas reformas previram a criação do cargo de “Primeiro-Ministro”, proposta pelo Ministro de Estado André Tardieu, e a possibilidade de o Presidente da República dissolver a Assembleia Nacional Francesa sem a aprovação do Senado Francês, um ano após as eleições parlamentares. De fato, o título de Primeiro-Ministro não era definido pela Constituição, e um simples ministro, titular de um ministério, exercia essa função. O objetivo da reforma era ampliar seus poderes.

## Projeto
O Sr. Gaston Doumergue, Presidente do Conselho, apresentou suas propostas de reforma do Estado ao Conselho, que as adotou por maioria.
As emendas que o Presidente do Conselho decidiu que a Assembleia de Versalhes fizesse à Lei Constitucional estão contidas no seguinte texto:
1. Inserir o seguinte parágrafo no início do Artigo 6º da Lei de 25 de fevereiro de 1875:
- "O número de ministros não pode exceder vinte, sem incluir o Presidente do Conselho, que tem o status de Primeiro-Ministro sem pasta."

2. Substituir o primeiro parágrafo do Artigo 5º da Lei de 25 de fevereiro de 1875 pelas seguintes disposições:
- "O Presidente da República poderá dissolver a Câmara dos Deputados antes do término legal de seu mandato.
- "Durante o primeiro ano deste mandato, a dissolução só poderá ser pronunciada com o consentimento do Senado.
- "Durante os anos subsequentes, o Presidente da República poderá dissolver a Câmara sem o consentimento do Senado."

3. Complementar o artigo 4º da Lei de 25 de fevereiro de 1875 com as seguintes disposições:
- "O Estado assegura a estabilidade no emprego e a garantia de carreira dos funcionários públicos. Qualquer cessação de serviço injustificada ou concertada implica a ruptura do vínculo que os une ao Estado."

4. Complementar o artigo 8º da Lei de 24 de fevereiro de 1875 com as seguintes disposições:
- "Salvo por iniciativa do Governo, nenhuma proposta de despesa será admissível sem que tenha sido precedida da votação de ambas as câmaras sobre a receita correspondente.
- "Quando o orçamento de um ano fiscal não tiver sido votado por ambas as câmaras antes de 1º	de janeiro do ano a que se aplica, o Presidente da República poderá prorrogar o orçamento do ano fiscal anterior, no todo ou em parte, por decreto do Conselho de Estado."

## Consequências
Embora o projeto de reforma tenha sido um fracasso, atribuível em parte às circunstâncias, à hostilidade dos radicais e, em parte, ao próprio Gaston Doumergue, o fato é que a doutrina constitucional francesa continuaria a se enriquecer após sua morte, buscando soluções para conter a instabilidade e a ineficácia da Terceira República.
A este respeito, a Constituição Francesa de 1946 e, especialmente, a Constituição de 1958 fazem parte do mesmo pensamento reformista do projeto de 1934 - e é também significativo que certas disposições do Projeto Doumergue sejam retomadas por estas constituições.